# Parafia św. Jadwigi Królowej w Kutnie
Parafia św. Jadwigi Królowej w Kutnie – rzymskokatolicka parafia należąca do dekanatu Kutno – św. Wawrzyńca w diecezji łowickiej. Od 1995 roku proboszczem parafii jest ks. kan. Piotr Dominiak.
Parafia liczy 9534 wiernych.
Powstała 1 września 1990 r. dekretem arcybiskupa warszawskiego kardynała Józefa Glempa.

## Zasięg parafii
Oprócz wschodniej części Kutna do parafii należą: Bielawki, Malina (część), Sieraków i Stara Wieś.